# Noelle Beck
Noelle Beck (* 14. Dezember 1968 in Baltimore, Maryland) ist eine US-amerikanische Schauspielerin.

## Leben
In den 1980er Jahren wirkte Noelle Beck in vier Episoden der Fernsehserie Loving sowie in dem 1989 uraufgeführten Film Fletch – Der Tausendsassa mit. Auch in den 1990er Jahren, in denen ihre drei Kinder Forrest (* 1991), Spencer (* 1992) und ihr einziger Sohn Brock (* 1998) geboren wurden, blieb die Anzahl ihrer Film- und Fernsehrollen noch überschaubar und nahm erst ab 2004 zu. Zwischen 2008 und 2010 wirkte sie in 271 Folgen der Fernsehserie Jung und leidenschaftlich – Wie das Leben so spielt mit. Außerdem hatte sie Gastauftritte in Serien wie Sex and the City, Law & Order und Criminal Intent –  Verbrechen im Visier.
Noelle Beck ist seit 5. August 1990 mit Eric Petterson verheiratet und hat mit ihm drei Kinder.

## Filmografie (Auswahl)
Es werden nur Spielfilme genannt, die bereits einen deutschen Titel haben. Ferner werden nur Serien aufgeführt, in denen Noelle Beck in mehr als 2 Episoden mitgewirkt hat.

### Spielfilme
- 1989: Fletch – Der Tausendsassa (Fletch Lives)
- 1996: Mörderischer Tausch (The Substitute)
- 2005: Liebe ist Nervensache (Trust the Man)
- 2005: The Naked Brothers Band: Der Film (The Naked Brothers Band: The Movie)
- 2010: Wall Street: Geld schläft nicht (Wall Street: Money Never Sleeps)

### Serien
- 1985–1995: Loving (12 Episoden)
- 1996: Central Park West (8 Episoden)
- 2000: Tucker (4 Episoden)
- 2005: Rescue Me (4 Episoden)
- 2008: Cashmere Mafia (4 Episoden)
- 2008–2010: Jung und leidenschaftlich – Wie das Leben so spielt (As the World Turns, 271 Episoden)
- 2011: Criminal Intent – Verbrechen im Visier (Law & Order: Criminal Intent, 1 Episode)
- 2011: Law & Order: Special Victims Unit (1 Episode)
- 2011: Blue Bloods – Crime Scene New York (3 Episoden)
- 2012: Person of Interest (1 Episode)
- 2013: The Carrie Diaries (3 Episoden)
- 2015: The Blacklist (1 Episode)